# Richmond Trophy 1949
Richmond Trophy 1949 je bila četrta dirka za Veliko nagrado v Sezoni Velikih nagrad 1949. Odvijala se je 18. aprila 1949 na dirkališču Goodwood in je bila prva dirka Richmond Trophy.

## Rezultati

### Dirka
| Poz | Dirkač            | Moštvo                  | Dirkalnik     | Krogi | Čas/Odstop |
| --- | ----------------- | ----------------------- | ------------- | ----- | ---------- |
| 1   | Reg Parnell       | Reg Parnell Racing Team | Maserati 4CLT | 10    | 17:22.4    |
| 2   | Peter Whitehead   | Privatnik               | ERA B         | 10    | 17:26.2    |
| 3   | Cuth Harrison     | Privatnik               | ERA B         | 10    | 17:29.2    |
| 4   | Fred Ashmore      | Privatnik               | Maserati 4CLT | 10    | 17:40.8    |
| 5   | Leslie Johnson    | T.A.S.O. Mathieson      | ERA E         | 10    | 17:48.2    |
| 6   | George Abecassis  | Privatnik               | Alta GP       | 10    | 18:35.4    |
| 7   | Robert Ansell     | Privatnik               | Maserati 4CM  | 9     | +1 krog    |
| 8   | Richard Habershon | Privatnik               | Delage 15S8   | 8     | +2 kroga   |
| Ods | Duncan Hamilton   | Privatnik               | Maserati 6CM  | 3     |            |
| Ods | Geoffrey Ansell   | Privatnik               | ERA B         | 3     |            |
| Ods | David Murray      | Privatnik               | Maserati 4CL  | 2     |            |
| Ods | Bob Gerard        | Privatnik               | ERA B         | 1     |            |
| Ods | Tony Rolt         | Privatnik               | Aitken        | 1     |            |
| DNS | Guy Gale          | Privatnik               | Darracq 150C  |       |            |

- Najboljši štartni položaj: Bob Ansell (žreb)
- Najhitrejši krog: Reg Parnell 1:40.2